# Дунаєвський Максим Ісаакович
Дунає́вський Макси́м Ісаáкович (* 15 січня 1945, Москва, РРФСР) — радянський і російський композитор. Заслужений діяч мистецтв РФ (1996). Народний артист Росії (2006).

## Біографія
Позашлюбний син радянського композитора Ісаака Дунаєвського та балерини Зої Пашкової. Довгий час замість його по батькові в документах був прочерк. У 1965 році завершив навчання у музичному училищі. Згодом навчався, а 1970 року і став випускником композиторського факультету Московської консерваторії у класі Тихона Хрєнникова. Працював у США протягом 8 років (1992–1999).
Як професійний композитор Дунаєвський починав з класичної музики. У його творчому доробку концерт для фортепіано з орекстром (1970 року), кантата для хору а'capella «Старі кораблі» (на вірші шведського поета Артура Лундквіста, 1970), твори для камерно-інструментальних ансамблів, сонати, цикли романсів, хори.
За написання популярної музики взявся після знайомства з колективом студентського театру МДУ «Наш дім». Його сам Дунаєвський очолив з 1964 року. Згодом 1972 року він написав музику для чергової вистави, яка стала базовою для телесеріалу «Д'Артаньян та три мушкетери». У 1978 році організував гурт «Фестиваль» — він грав і естрадну, і рок-музику.
Проте широкий успіх і популярність йому принесла музика до фільмів «Д'Артаньян та три мушкетери»(1978), «Ах, водевіль, водевіль...» (1979), «Карнавал» (1981), «Трест, який луснув» (1982—1983), «Зелений фургон» (1983), «Мері Поппінс, до побачення» (1983), «У пошуках капітана Гранта» (1985), «Пастка для самотнього чоловіка» (1990), а також до мюзиклів «Тілі-тілі-тісто» (1968), «Емеліне щастя» (1975), «Три мушкетери» (1977), «Діти капітана Гранта»(1987).
Справжніми хітами стали його пісні «Міські квіти», «Все пройде — і сум, і радість» (на вірші Л. Дербеньова), «Листя палять» (на вірші Н. Олева) і багато інших.
Одружувався сім разів: першою дружиною була зовсім невідома широкому загалу жінка на ім'я Наталія, згодом — перекладачка й поетеса Олена Дунаєвська, акторка Наталія Андрейченко, дизайнерка Ольга Данілова, співачка Ольга Шеронова. Сьогодні дружиною Максима Дунаєвського є хоровий диригент Марина Рождественська.
Від шлюбу з Рождественською Дунаєвський має доньку Поліну, вона з'явилася на світ 2002 року. Крім неї Максим Ісаакович має ще трьох дітей, зокрема Аліна проживає у Парижі, має власну музичну групу, син Дмитро працює в Лос-Анджелесі у одній з компаній.

## Фільмографія
Автор музики до фільмів:
- «Автомобіль, скрипка і собака Клякса» (1974)
- «Хлопчик зі шпагою» (1975)
- «Д'Артаньян та три мушкетери» (1978, т/ф, 3 а, Одеська кіностудія)
- «Ах, водевіль, водевіль...» (1979)
- «Летючий корабель» (1979, мультфільм)
- «Якби я був начальником...» (1980)
- «Іподром» (1980, Одеська кіностудія)
- «Кодова назва „Південний грім“» (1980)
- «Піф-паф, ой-ой-ой!» (1980, мультфільм)
- «Куди він подінеться!» (1981, Одеська кіностудія)
- «Проданий сміх» (1981)
- «Карнавал» (1981)
- «Сім щасливих нот» (1981)
- «Трест, що луснув» (1982, т/ф, 3 а)
- «Кицин дім» (1982, мультфільм)
- «Зелений фургон» (1983, т/ф, 2 с, Одеська кіностудія)
- «Маленька послуга» (1984)
- «У пошуках капітана Гранта» (1985, т/ф, 7 а, Одеська кіностудія—Бояна)
- «Небезпечно для життя!» (1985)
- «Мері Поппінс, до побачення» (1983)
- «На вістрі меча» (1986, Одеська кіностудія)
- «Там, де нас нема» (1986)
- «Француз» (1988)
- «Світла особистість» (1988, Одеська кіностудія)
- «Пастка для самотнього чоловіка» (1990)
- «Жива мішень» (1990)
- «Підземелля відьом» (1990)
- «Рік гарної дитини» (1991)
- «І чорт з нами» (1991, Одеська кіностудія)
- «Дитина до листопада» (1992, Україна)
- «Білі ночі‎» (1992)
- «Мушкетери двадцять років по тому» (1992)
- «Таємниця королеви Анни, або Мушкетери тридцять років по тому» (1993)
- «Померти від щастя і любові» (1996)
- «Танцюй зі мною» (1999, США)
- «Кордон. Тайговий роман» (2000, т/с)
- «Лицарський роман» (2000)
- «Формула щастя» (2000)
- «Атлантида» (2002)
- «Кримінальне танго» (2003)
- «Бомба для нареченої» (2003)
- «Амапола» (2003)
- «Дванадцять стільців» (2004, музична комедія; Україна)
- «Три мушкетери» (2004, новорічний фільм-мюзикл, Росія—Україна)
- «Ілюзія мрії» (2005)
- «Парк радянського періоду» (2006)
- «Мій ласкавий і ніжний мент» (2006)
- «Утьосов. Пісня довжиною у життя» (2006)
- «Сашка, любов моя» (2008)
- «Повернення мушкетерів, або Скарби кардинала Мазаріні» (2007—2009)
- «Блазень і Венера» (2008)
- «На краю стою» (2008)
- «Скелет у шафі» (2009)
- «Без правил» (2011)
- «1812: Уланська балада» (2012, Білорусь, Польща, Росія, Чехія)
- «Боцман Чайка» (2014)
- «Повний вперед!» (2014)
- «Попелюшка» (2016, фільм-спектакль)
- «Про кохання» (2016) та ін.